# Донат Великий
Дона́т Вели́кий (лат. Donatus Magnus; также Донат Карфагенский, лат. Donatus Carthaginiensis; умер около 355 год) — второй епископ, возглавивший донатизм с октября 313 года, в честь которого и назван сам донатизм; христианский писатель.

## Биография
В 303 году тетрархи Диоклетиан и Максимиан, Галерий и Констанций Хлор издали эдикт, отменяющий права христиан и требующий от них соблюдения традиционных римских религиозных практик, и началось Великое гонение на христиан, вследствие чего часть христиан, епископов и мирян, подчинились требованиям должностных лиц Римской империи и передавали последним для сожжения рукописи Священного Писания или каким-либо образом способствовали гонениям. Предатели получили название — традиторы.
Наиболее стойкие христиане терпели различные гонения: заточения в тюрьмы, пытки и смерть от языческих властей. Христиан, открыто обличавших политику властей, содержали в тюрьме Карфагена. Около тюрьмы собирались верующие и приносили мученикам (а именно так назывались исповедники в то время) одежду, продукты. Епископ Карфагенский Менсурий счёл себя обязанным объявить, что лица, которые сами себя предадут языческой власти и будут казнены не за имя Христово, а потому, что навлекли на себя подобную казнь какими-нибудь другими обстоятельствами, не будут считаться Карфагенскою церковью за мучеников. Менсурий не ограничился этим, а послал своего помощника архидиакона Цецилиана, который при помощи грубой физической силы разогнал людей, собиравшихся около тюрьмы, в которой содержались мученики. Менсурий и Цецилиан были противниками посещения и почитания мучеников в тюрьме, они поставили пред входом в тюрьму, где были заключены христиане, несколько людей, вооружённых ремнями и плетями. Стражи у лиц, приходивших навестить исповедников, отнимали пищу, которую они им приносили и отдавали собакам. Действия Менсурия вызвали негодование.
В 305 году в Цирте состоялся поместный собор, на котором примат Нумидийский Секунд, епископ Тигизийский, предложил собравшимся провести расследование в причастности к тридитарству. Результаты были неутешительными, почти каждый архиерей оказался под подозрением в предательстве, включая Секунда. Расследование было прекращено.
В 311 году умирает Менсурий, на его место частью епископов Карфагена на своём соборе был поставлен архиереем архидиакон Цецилиан. Другой частью епископов Карфагена это поставление было не признано, их поддержали епископы Нумидии. Цецилиана обвинили в тридиторстве. Богатая вдова Люцилла с особенным усердием поддержала отделение от Цецилиана. Её поддержал примат Нумидии Секунд, который поставил на поместном Нумидийском соборе Карфагенского чтеца Майорина, бывшего домашним другом (domesticus) Люциллы, епископом Карфагена. В результате чего в Карфагене появилось два епископа.
Майорин был епископом меньше трёх лет, он умер в 313 году. В октябре 313 года епископом Карфагена вместо Майорина становится Донат Великий, от имени Доната христиане Карфагена и Нумидии получили наименование донатисты. С этого времени начинается противостояние Доната с Цецилианом и его преемниками. В это противостоянии неоднократно вмешиваются Римские императоры. В самой Северной Африке большинство населения и епископата признавала Доната епископом Карфагена и с ним имело молитвенное и евхаристическое общение. Римский епископ Мильтиад, а затем Сильвестр признавали в качестве епископа Карфагена Цецилиана.
Константин Великий в 313 году издаёт Миланский эдикт, в котором обещает покровительство церкви Африки, но в эдикте донатисты были лишены императорского благоволения. Донатисты обратились к императору с жалобами на Цецилиана. Для рассмотрения жалоб была образована специальная комиссия во главе которой был поставлен папа римский Мильтиад. От каждой партии император потребовал прислать по десять епископов. От донатистов на комиссии выступил Донат из Казы Нигры (лат. Donatus Casae Nigrae) (часть историков считает Доната из Казы Нигры и Доната Великого одним лицом). Цецилиан был оправдан, а Донат Великий был объявлен низложенным. Донатистам было разрешено иметь храмы, если они присоединятся к Цецилиану. Донат и его епископы не выполнили решение комиссии, обвинили её в предвзятости и предложили прислать в Африку уполномоченных императором юристов для решения этого вопроса на месте. Уполномоченные прибыли в Карфаген и решили дело в пользу Цецилиана и против Доната. После чего донатисты обратились с апелляцией непосредственно к Константину. 10 ноября 316 года Константин Великий принял обвинителей Цецилиана в Медиолане, суд императора был вновь в пользу Цецилиана. Для соблюдения спокойствия в Африке решено было Цецилиана задержать в Брешии, а Донату было разрешено возвратиться в Африку, но запрещено жить в Карфагене. Донат игнорирует решение императора и возвращается в Карфаген, после этого в Карфаген императором был отпущен Цецилиан.
После этого Константин Великий решил не вмешиваться в дела раскола в Африке. Император Констант издал против донатистов строгие законы. Но преследование вызвало только большее возмущение против императора со стороны донатистов, которых по приказу императора всячески преследовали как государственных преступников, лишали имущества и разоряли. В 358 году император посылает в Африку к Донату Великому двух своих послов Павла и Макария с дарами. Донат не принял дары, а лишь спросил: «Какое дело императору до церкви?» (лат. «Quid est imperatori ad ecclesiam?») После этого Донат осыпал посланных всевозможными ругательствами и приказал оповестить чрез глашатая, чтобы никто не смел принимать милость от императора. Император двинул войска в Карфаген, донатисты были разгромлены, четыре донатиста казнены смертью, некоторые другие сосланы, в том числе сам Донат Великий, который в ссылке и умер.

## Наследие
Храмы донатистов переданы при помощи насилия кафоликам. В 349 году на Карфагенском соборе официально было объявлено об уничтожении раскола донатистов. Положение дел изменилось при императоре Юлиане в 361 году, который возвратил храмы донатистам; а епископа донатистов Пармениана вернул в Карфаген. Императоры Валентиниан I и Грациан вновь издали строгие законы против донатистов, в 373 и 375 годах.
Иероним Стридонский в своей книге «О знаменитых мужах», в 93 главе, которая посвящена Донату, пишет о том, что в конце IV века сохранились многие из книг Доната. Среди них он называет лишь одну «О Святом Духе», Иероним пишет о том, что данное произведение написано в русле учения ариан. До нашего времени ни одно из сочинений Доната не сохранилось.